# Jesús Goyzueta
Jesús Goyzueta Cárdenas (Lima, 8 de marzo de 1947) es un exfutbolista peruano que jugaba como arquero. Fue parte de la selección de Perú que participó en la Copa del Mundo en 1970 en México.

## Trayectoria

### Formación profesional
Jesús  se formó como arquero en el desaparecido Mariscal Sucre, donde llegó a debutar en 1967. Dos años después pasó al Club Juan Aurich, y luego a Universitario de Deportes club con el que obtuvo el campeonato de 1971 y llegó a disputar la Copa Libertadores 1972. Entre los años 1973 y 74, el Unión Tumán de Chiclayo lo tuvo en sus filas. 

### Con los Tiburones Rojos de Veracruz
Para 1975 es contratado por el club mexicano Veracruz, en donde llegó con gran expectación por tratarse de un portero mundialista. Debutó en el futbol mexicano en la temporada 1975-76 enfrentando a los Toros del Atlético Español que traía en sus filas al que fuera su compañero en la selección inca, el Cachito Oswaldo Ramírez, como centro delantero titular de los Toros. En ese juego, Jesús Goyzueta tuvo dos lances espectaculares: un mano a mano ante el Cachito Ramírez en donde el balón se estrelló en una de sus piernas y otra cuando desvió un balazo del mismo Cachito, que terminó estrellándose en el poste izquierdo de la portería escuela y abandonando el terreno de juego. Tuvo también otra actuación sobresaliente, cuando se enfrentó en un partido suspendido por mal comportamiento del público y en la reanudación del mismo, días después, detuvo la metralla enviada por La Pandilla del Monterrey para conservar el triunfo porteño. Con estas demostraciones impresionó gratamenta a los aficionados jarochos. Pero, posteriormente, tuvo una baja importante de juego, que lo hizo perder la titularidad ante Jesús de Anda, un portero novato. Goyzueta se sentía muy presionado previo a los juegos que inclusive llegó a desarrollar trastornos de ansiedad, así como náuseas y vómito.

### Regreso y retiro profesional
Esto originó que hacia fines de 1975 regresará a Chiclayo para jugar nuevamente en el Juan Aurich, retirándose del fútbol al año siguiente.

## Selección nacional
Fue internacional con la selección de fútbol del Perú. Fue parte del seleccionado peruano que eliminó a Argentina en la fase de clasificación para la Copa Mundial de Fútbol de 1970. 

### Participaciones en Copas del Mundo
| Mundial                        | Sede   | Resultado        | Part. | Goles |
| ------------------------------ | ------ | ---------------- | ----- | ----- |
| Copa Mundial de Fútbol de 1970 | México | Cuartos de final | 0     | 0     |

## Clubes
| Club                      | País        | Año       |
| ------------------------- | ----------- | --------- |
| Mariscal Sucre            | Perú        | 1967-1968 |
| Juan Aurich               | Perú        | 1969      |
| Universitario de Deportes | Perú        | 1970      |
| Porvenir Miraflores       | Perú        | 1970      |
| Universitario de Deportes | Perú        | 1971-1972 |
| Unión Tumán               | Perú        | 1973-1974 |
| Veracruz                  | México      | 1975      |
| Juan Aurich               | Perú        | 1976      |
| CD Sonsonate              | El Salvador | 1977-1978 |
| Valencia Futbol Club      | Venezuela   | 1978-1979 |

## Palmarés

### Campeonatos nacionales
| Título           | Club                      | País | Año  |
| ---------------- | ------------------------- | ---- | ---- |
| Campeón nacional | Universitario de Deportes | Perú | 1971 |